# Nyby göl
Nyby göl är en sjö i Vetlanda kommun i Småland och ingår i Emåns huvudavrinningsområde. Sjöns area är 0,018 kvadratkilometer och den befinner sig 194 meter över havet.